# Ismael Rodríguez
Ismael Rodríguez (né le 19 octobre 1917 à Mexico - mort le 7 août 2004 à Mexico) est un réalisateur mexicain, surnommé le « cinéaste du peuple mexicain ». Il a marqué le cinéma populaire des années 1950 et 1960 en dirigeant entre autres Maria Felix, Pedro Infante et Luis Aguilar dans de nombreux films comiques. Il est crédité sur plus de 100 films et a reçu près de 600 prix au cours de sa carrière.

## Biographie
Ismael Rodríguez Ruelas émigra avec sa famille à Los Angeles à l'âge de neuf ans. Ses deux grands frères, Roberto et Joselito, y inventèrent un procédé de cinéma sonore. En 1931, ceux-ci travaillèrent sur le film Santa d'Antonio Moreno, dans lequel le jeune Ismael put faire une apparition. Après s'être essayé à la prise de son (El Tigre de Yautepec, 1933), au jeu d'acteur (No te engañes corazón, 1937), et au scénario (El Secreto del sacerdote et ¡Ay Jalisco, no te rajes! en 1941), Ismael Rodríguez se lança dans la réalisation en 1942 avec ¡Qué lindo es Michoacán!, mettant en scène Gloria Marín et Arturo Soto Rangel. Il entama ainsi une carrière prolifique, durant laquelle il signa quelques-uns des plus grands succès populaires du cinéma mexicain : les comédies « rancheras » Los tres García (es) et Vuelven los García ; la trilogie de mélodrames urbains Nosotros los pobres, Ustedes los ricos et Pepe El Toro ; les comédies A toda máquina et Qué te ha dado esa mujer avec le duo Infante - Aguilar ; le très technique Los Tres Huastecos, ou encore Los hermanos Del Hierro qui lui valut une nomination aux Golden Globes.
Ismael Rodríguez et ses frères fondèrent la société de production Películas Rodríguez, qui permettra de financier plusieurs de ses films.
Ismael Rodríguez meurt à l'hôpital Médica Sur de Mexico le 7 août 2004 d'un arrêt cardio-circulatoire.

## Filmographie

### Comme réalisateur
- 1942 : ¡Qué lindo es Michoacán!
- 1943 : Mexicanos al grito de guerra
- 1947 : Los tres García (es)
- 1947 : Vuelven los García
- 1947 : Chachita la de Triana
- 1948 : Nosotros los pobres
- 1948 : Los tres huastecos (es)
- 1948 : Ustedes, los ricos
- 1949 : La Oveja Negra
- 1951 : ¡A toda máquina!
- 1951 : ¡¿Qué te ha dado esa mujer?!
- 1951 : ¡¡¡Mátenme porque me muero!!!
- 1952 : Pepe el Toro
- 1952 : Dos tipos de cuidado
- 1957 : Tizoc
- 1959 : La cucaracha
- 1960 : Pancho Villa y la Valentina
- 1961 : Les Frères Del Hierro (Los hermanos Del Hierro)
- 1962 : Ánimas Trujano
- 1963 : El hombre de papel
- 1965 : El niño y el muro
- 1968 : Autopsia de un fantasma
- 1968 : La puerta y la mujer del carnicero
- 1971 : Trampa para una niña
- 1971 : El ogro
- 1980 : Blanca Nieves y... sus 7 amantes
- 1989 : Dos tipas de cuidado
- 1997 : Reclusorio
- 1998 : Fuera de la ley
- 1999 : Reclusorio III

### Comme scénariste
- 1941 : El Secreto del sacerdote de Joselito Rodríguez
- 1941 : ¡Ay Jalisco, no te rajes! de Joselito Rodríguez

### Comme acteur
- 1932 : Santa d'Antonio Moreno
- 1937 : No te engañes corazón de Miguel Contreras Torres
- 1948 : Ustedes, los ricos de lui-même
- 1951 : ¡¡¡Mátenme porque me muero!!! de lui-même
- 1953 : Pepe El Toro de lui-même
- 1958 : El Boxeador de Gilberto Gazcón

### Comme ingénieur du son
- 1933 : El Tigre de Yautepec de Fernando de Fuentes

### Comme monteur
- 1971 : Trampa para una niña de lui-même
- 1971 : El ogro de lui-même
- 1976 : María Elena Marqués: Campaña politica de lui-même

## Distinctions
Ismael Rodríguez a remporté 572 prix divers. En voici une liste sélective.

### Récompenses
- 1956 : Ours d'argent au Festival international du film de Berlin pour Tizoc
- 1958 : Ariel d'Or pour Tizoc
- 1961 : Golden Gate Award du Meilleur Film au Festival du film de San Francisco pour Ánimas Trujano
- 1992 : Ariel d'Argent Spécial pour l'ensemble de sa carrière
- 2002 : médaille Salvador-Toscano pour l'ensemble de sa carrière

### Nominations
- 1948 : nommé pour l'Ariel d'Argent de la Meilleure Histoire Originale pour Los tres García (es)
- 1949 : nommé pour l'Ariel d'Argent du Meilleur Réalisateur, de la Meilleure Histoire Originale, et du Meilleur Scénario pour Los Tres huastecos
- 1954 : nommé pour l'Ariel d'Argent du Meilleur Réalisateur pour Pepe El Toro
- 1955 : nommé pour l'Ariel d'Argent de la Meilleure Histoire Originale pour Maldita ciudad
- 1963 : nommé aux Golden Globes pour Los hermanos Del Hierro